# Sant Antoni Vell
Sant Antoni Vell és una muntanya de 1.340,4 metres que es troba al municipi de Camprodon (Ripollès). Molt propera al nucli urbà de Camprodon i just al costat de Sant Antoni (1.361 metres). S'hi accedeix fàcilment a peu per la pista que porta a Sant Antoni des de la font del Boix, pel camí que s'agafa a la Torre del Coll al costat de la C-38, o pel camí que surt de la font de Sant Patllari remuntant el torrent de la Pedrera.